# Baba Hassen
Baba Hassen (în arabă بابا حسن) este o comună din provincia Alger, Algeria.
Populația comunei este de 23.756 locuitori (2008).